# مرض السكري من النوع 3c
مرض السكري من النوع 3c المعروف أيضًا باسم مرض السكري البنكرياس هو مرض السكري الذي يأتي ثانويًا لأمراض البنكرياس، التي تنطوي على وظائف الإفرازات والجهاز الهضمي للبنكرياس.
ترتبط حوالي 5-10% من حالات مرض السكري في العالم الغربي بأمراض البنكرياس. غالبًا ما يكون السبب هو التهاب البنكرياس المزمن.

## أعراض
قد تحدث نفس المضاعفات التي تحدث لأنواع أخرى من مرضى السكر (النوع الأول والنوع الثاني) لمرضى السكر من النوع 3c. وتشمل هذه اعتلال الشبكية، اعتلال الكلية، اعتلال الأعصاب، وأمراض القلب والأوعية الدموية. يُنصح المرضى الذين يعانون من هذه الحالة باتباع نفس إرشادات تقليل المخاطر التي يتبعها مرضى السكر الآخرون والحفاظ على سكريات الدم طبيعية قدر الإمكان لتقليل أي مضاعفات.

## أسباب
هناك أسباب متعددة. وبعضها محدد:
- أمراض البنكرياس.
- استئصال البنكرياس.
- التهاب البنكرياس المزمن (الناجم عن قصور الإفرازات وسوء الهضم وسوء التغذية).[2]
- تفتقر إلى الجينات في مجموعة E2F.[3]

## تشخيص
| معايير التشخيص لـمرض السكري من النوع 3c |
| --- |
| المعايير الرئيسية (يجب استيفاء الجميع): |
| - وجود قصور إفراز البنكرياس الإفرازي (وفقًا للإختبار البرازي أحادي النسيلة 1 أو اختبارات الوظائف المباشرة. - تصوير البنكرياس الباثولوجي: (عن طريق الموجات فوق الصوتية بالمنظار، التصوير بالرنين المغناطيسي، أو التصوير الطبقي المحوري) - عدم وجود علامات المناعة الذاتية المرتبطة بمرض السكر النوع 1(الأجسام المضادة الذاتية). |
| المعايير الثانوية: |
| - اختلال وظائف خلايا β - لا يوجد مقاومة مفرطة للأنسولين (على سبيل المثال مقاسة بواسطة HOMA-IR) - اختلال إفراز (مثل GIP) أو إفراز عديد ببتيد البنكرياس. - مستويات مصل منخفضة من الفيتامينات القابلة للذوبان في الدهون (أ، د، ي، أو ك).                                                                                         |

## إدارة
يمكن إدارة الحالة من خلال العديد من العوامل.

### تعديلات نمط الحياة
تجنب السموم للجسم مثل الكحول والتدخين يقلل من التهاب البنكرياس. قد يساعد أيضًا اتباع نظام غذائي غني بالألياف واستهلاك كميات طبيعية من الدهون. يمكن إعطاء إنزيمات البنكرياس الفموية. يمكن أن يؤدي الحفاظ على مستويات كافية من فيتامين د أيضًا إلى تقليل الأعراض والمساعدة في إدارة المرض بشكل أفضل.

### الأدوية
يمكن إعطاء أدوية مثل الأنسولين لخفض نسبة السكر في الدم. بالنسبة للسكريات غير المرتفعة في الدم، يمكن إعطاء علاجات فموية على شكل أقراص أو كبسولة.